# Spektr-R
Spektr-R（俄語：Спектр-Р），或稱為 Radioastron，是俄羅斯的太空電波望遠鏡，也是近年軌道上口徑最大者。該計畫由俄羅斯科學院列別捷夫物理研究所轄下的俄羅斯天文太空中心資助，並於2011年7月18日發射進入繞地球軌道。其軌道近地點是 10000 公里，遠地點是  390000 公里，是哈伯太空望遠鏡的 700 倍。主要目標是以只有百萬分之幾角分的超高角分辨度研究天體。這將以衛星和地面天文台以干涉技術達成。

## 概述
Spektr-R 是 RadioAstron 計畫的一部分，該計畫是一個由列別捷夫物理研究所轄下的俄羅斯天文太空中心主導的國際電波天文台網路。
該望遠鏡是電波天文望遠鏡，可以超高解析度觀測銀河系外物體和近地球的行星際太空電漿。超高的角分辨率可經由和地表電波望遠鏡和甚長基線干涉儀共同達成。觀測波長有 1.35–6.0、18.0 和 92.0 公分。它和地球表面的望遠鏡組成的網路可以拍攝解析度在哈伯太空望遠鏡 1,000 倍以上的影像。當它進入太空後，像花的主碟型天線將會把它的 27 個「花瓣」在 30 分鐘內展開。

## 發射
該衛星的發射質量大約是 5000 公斤。於莫斯科時間2011年7月18日06:31於哈薩克拜科努尔航天发射场使用搭載「弗雷蓋特」多節火箭的Zenit-3M發射。

## 圖集
|  |  | 影片連結（页面存档备份，存于） |

## 外部連結
- （英文） RadioAstron main page（页面存档备份，存于）
- Traveling space telescope to stretch limits of human knowledge（页面存档备份，存于）, Published: 18 April, 2011, Russian news network